# 블랙 불릿
《블랙 불릿》(ブラック・ブレット, Black Bullet, "검은 총알")은 칸자키 시덴의 라이트 노벨이다. 일러스트는 우카이 사키가 담당하였다. 전격 문고에서 기간 7권까지 발행되었다.
2014년 4월부터 동년 7월까지 도쿄 MX, AT-X에서 TV 애니메이션화되어 방영되었으며,  대한민국의 애니맥스에서도 방영되었다.

## 등장인물
- 사토미 렌타로(里見 蓮太郎, さとみ れんたろう)
- 아이하라 엔쥬(藍原 延珠, あいはら えんじゅ)
- 텐도 키사라(天童 木更, てんどう きさら)
- 티나 스프라우트(Tina Sprout, ティナ・スプラウト)

## 용어
- 가스트레아(Gastrea, ガストレア)

작품에 등장하는 가공의 생명체로, 곤충들을 연상케 하는 모습을 한 바이러스성 기생 생물들을 일컫는다.